# Lijst van Stolpersteine in Tiel

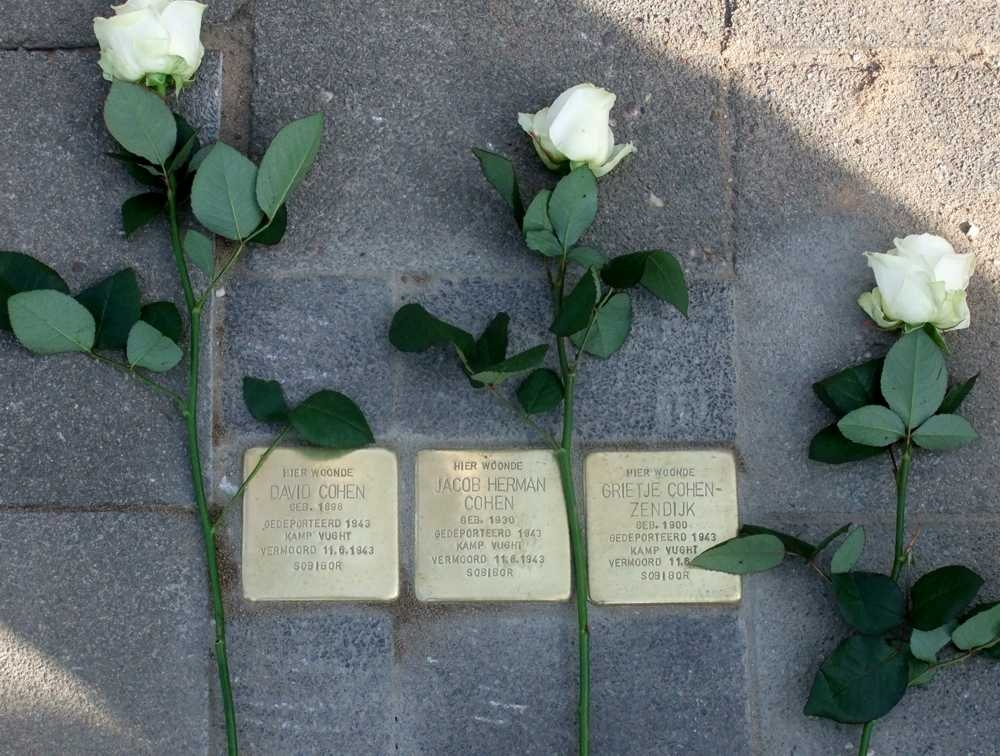
Stolpersteine voor familie Cohen

De lijst van Stolpersteine in Tiel geeft een overzicht van de Stolpersteine in Tiel in de Nederlandse provincie Gelderland die zijn geplaatst in het kader van het Stolpersteine-project van de Duitse beeldhouwer-kunstenaar Gunter Demnig.

## Stolpersteine
Tiel heeft zwaar geleden onder de Tweede Wereldoorlog. Meer dan 75 procent van de gebouwen werd verwoest door de beschietingen vanaf de bevrijde overkant van de Waal. Maar nog belangrijker waren de verliezen aan mensenlevens; door de Duitse terreur, door de vervolging van met name de Joodse gemeenschap, door executies van gijzelaars en verzetsmensen en door de beschietingen.
Op 7 april 2010 zijn in Tiel 21 Stolpersteine gelegd. Hiermee gedenkt Tiel zijn stadgenoten die door de nazi’s zijn vervolgd en vermoord op grond van hun vermeende ras, geloof of wereldbeschouwing.
Hieronder zijn de Stolpersteine weergegeven op alfabetische volgorde van de achternamen van de slachtoffers.
| Afbeelding | Inscriptie                                                                                                  | Adres                                                             | Biografie |
| ---------- | --- | ----------------------------------------------------------------- | --- |
|            | HIER WOONDE JOZEF BARTELS GEB. 1921 GEDEPORTEERD 1942 WESTERBORK VERMOORD 31.3.1944 MIDDEN-EUROPA           | Tiel, Dr. Kuyperstraat 6                                          | Het gezin van Sander en Lea Bartels bestond uit de kinderen Jozef (Joop), Levie en Ro en Lea’s moeder, Rosina Cohen-Levie. Lea dreef in de Weerstraat een winkel in dameshoeden, Sander was vertegenwoordiger. Alle gezinsleden zijn ondergedoken. De oudste zoon, Joop Bartels, was kantoorbediende. Hij was opgeroepen voor plaatsing in het werkkamp Wittebrink in Hummelo. Hij probeerde aan de nazi’s te ontsnappen door te vluchten, maar werd aan de Frans-Zwitserse grens alsnog gearresteerd. |
|            | HIER WOONDE SAMUEL JOSEPH VAN BUUREN GEB. 1911 GEDEPORTEERD 1943 WESTERBORK VERMOORD 21.1.1943 AUSCHWITZ    | Tiel, Plein 15                                                    | De familie Van Buuren bestond uit Sam van Buuren, zijn vrouw Mietje, zijn zus Suus en zijn schoonmoeder Engelina. Samuel was handelaar in oude metalen en had een pakhuis in de Zoutkeetstraat. Oma Engelina stierf in 1941 een natuurlijke dood. Sam, Mietje en Suus werden op 9 april 1943 opgepakt en naar kamp Vught weggevoerd. |
|            | HIER WOONDE MIETJE VAN BUUREN- GOLDSMID GEB. 1912 GEDEPORTEERD 1943 WESTERBORK VERMOORD 21.1.1943 AUSCHWITZ | Tiel, Plein 15                                                    | Mietje van Buuren: zie Sam van Buuren. |
|            | HIER WOONDE SUZANNA VAN BUUREN GEB. 1920 GEDEPORTEERD WESTERBORK VERMOORD 21.1.1943 AUSCHWITZ               | Tiel, Plein 15                                                    | Suus van Buuren: zie Sam van Buuren. In de trein naar Auschwitz heeft Suus een kaartje uit de trein gegooid voor haar vriendin in Tiel. De tekst luidde: Beste familie. Op weg naar het buitenland groet ik U. Ik zit op het ogenblik in de trein. Met ons is 't goed. Hopende dat het met jou Henny en je moeder ook zo is en een tot weerziens eindig ik. Suus. |
|            | HIER WOONDE DAVID COHEN GEB. 1898 GEDEPORTEERD 1943 KAMP VUGHT VERMOORD 11.6.1943 SOBIBOR                   | Tiel, Prinses Beatrixlaan 38 (voorheen Papesteeg 226, Wadenoijen) | David Cohen was vertegenwoordiger. Het gezin is op 9 april 1943 opgepakt en naar kamp Vught weggevoerd. |
|            | HIER WOONDE GRIETJE COHEN- ZENDIJK GEB. 1900 GEDEPORTEERD 1943 KAMP VUGHT VERMOORD 11.6.1943 SOBIBOR        | Tiel, Prinses Beatrixlaan 38 (voorheen Papesteeg 226, Wadenoijen) | Grietje Cohen werkte als verpleegster in het protestante ziekenhuis Bethesda. Het gezin is op 9 april 1943 opgepakt en naar kamp Vught weggevoerd. |
|            | HIER WOONDE JACOB HERMAN COHEN GEB. 1930 GEDEPORTEERD 1943 KAMP VUGHT VERMOORD 11.6.1943 SOBIBOR            | Tiel, Prinses Beatrixlaan 38 (voorheen Papesteeg 226, Wadenoijen) | Jaap Cohen, de zoon van het echtpaar David en Grietje Cohen, zat op School D, de openbare basisschool in de Voor de Kijkuit. Het gezin is op 9 april 1943 opgepakt en naar kamp Vught weggevoerd. Jaap werd in juni 1943 met het zogenoemde kindertransport via kamp Westerbork op transport gesteld naar Sobibór. Hij bereikte de leeftijd van twaalf jaar. |
|            | HIER WOONDE ROSINA COHEN- LEVIE GEB. 1867 GEDEPORTEERD 1943 WESTERBORK VERMOORD 16.4.1943 SOBIBOR           | Tiel, Dr. Kuyperstraat 6                                          | Het gezin van Sander en Lea Bartels bestond uit de kinderen Jozef (Joop), Levie en Ro en Lea’s moeder, Rosina Cohen-Levie. Lea dreef in de Weerstraat een winkel in dameshoeden, Sander was vertegenwoordiger. Oma Rosina was in Utrecht ondergedoken maar werd verraden door haar Tielse buurman. Haar kleindochter Ro zat in hetzelfde huis maar wist te ontkomen door zich in een kast te verbergen. |
|            | HIER WOONDE IZAK DASBERG GEB. 1893 IN GIJZELING GENOMEN 23.12.1944 GEFUSILLEERD 24.12.1944 GEVANGENIS TIEL  | Tiel, Waterstraat 51                                              | Izak Dasberg was getrouwd met een niet-Joodse, Duitse vrouw. Op 7 april 1943 werd hij door de Tielse politie gearresteerd en naar kamp Westerbork gebracht. Dankzij de inspanningen van zijn vrouw werd hij op 5 augustus 1943 vrijgelaten. Samen met vier andere Tielse mannen werd hij echter op 23 december 1944 als gijzelaar opgepakt. Alle vijf mannen werden de volgende dag op de binnenplaats van de Tielse gevangenis gefusilleerd als represaille voor een actie van het verzet. Zij werden diezelfde dag begraven in Zoelen. Izak is het enige slachtoffer uit de Joodse gemeenschap van Tiel met een officieel graf.                                                                              |
|            | HIER WOONDE ALBERT VAN DUREN GEB. 1912 GEDEPORTEERD VERMOORD MEI 1945 BERGEN-BELSEN                         | Tiel, J.D. van Leeuwenstraat 3                                    | Ab van Duren was Jehovah's getuige. Jehovah’s getuigen werden vervolgd omdat zij weigerden zich aan de nationaalsocialistische ideologie te onderwerpen. Ze weigerden bijvoorbeeld de Hitlergroet te brengen en in de wapenindustrie te werken. Ab van Duren was eerder vrijgelaten uit kamp Amersfoort omdat hij een verklaring had ondertekend dat hij zijn geloof zou afzweren. Na zijn vrijlating ging hij echter door met prediken en dook onder bij familie Van Meteren. De eigenares van het huis kwam hier achter en verried hem aan de Tielse politie die hem vervolgens arresteerde. Hij kwam om het leven in Bergen-Belsen.                                                                         |
|            | HIER WOONDE JACOB ELBURG GEB. 1877 GEDEPORTEERD 1943 KAMP VUGHT VERMOORD 14.5.1943 SOBIBOR                  | Tiel, Westluidensestraat 32                                       | Jacob Elburg was chazan en godsdientsonderwijzervan de Joodse gemeente in Tiel. Om wat bij te verdienen, handelde hij ook in antiek. Het gezin woonde aanvankelijk in de Westluidenschestraat 7, later op nummer 32 in een gedeelte van het synagogegebouw. In maart 1943 heeft hij wanhopig geprobeerd bij hem bekende Tielenaren een onderduikadres te vinden, maar iedereen weigerde hem de deur. Jacob en zijn dochter Johanna werden op 9 april 1943 weggevoerd naar kamp Vught. Beiden werden vermoord in Sobibór. |
|            | HIER WOONDE JOHANNA ELBURG GEB. 1898 GEDEPORTEERD 1943 KAMP VUGHT VERMOORD 11.6.1943 SOBIBOR                | Tiel, Westluidensestraat 32                                       | Johanna Elburg was een dochter van Jacob Elburg. Zij werkte als huishoudster in de dependance van het Israëlitisch Oude Mannen- en Vrouwenhuis in Den Haag. Na het overlijden van haar moeder ging ze bij haar vader in Tiel wonen. Jacob heeft in maart 1943 vergeefs geprobeerd bij hem bekende Tielenaren een onderduikadres te vinden. Zie ook Jacob Elburg. |
|            | HIER WOONDE DAVID SALOMON GERSONS GEB. 1872 GEDEPORTEERD 1943 WESTERBORK VERMOORD 23.7.1943 SOBIBOR         | Tiel, Heiligestraat 6                                             | David Gersons had tussen 1920 en 1940 samen met zijn zoons een zeer succesvolle internationale handel in huiden opgebouwd. Hij was lid van de Huidenhandel te Amsterdam en behoorde tot de elite van Tiel. Met zijn gezin woonde hij in een groot huis aan de Konijnenwal. Na het overlijden van zijn vrouw verhuisde hij naar een kleinere woning in de Heiligestraat. In januari 1943 is hij ondergedoken, maar hij werd toch gearresteerd. Op 15 juli 1943 kwam hij aan in kamp Westerbork en een week later werd hij in Sobibór vermoord. |
|            | HIER WOONDE RIKA VAN DER HORST GEB. 1877 GEDEPORTEERD 1942 WESTERBORK VERMOORD 27.11.1942 AUSCHWITZ         | Tiel, Sint Josephstraat 9 (voorheen Sint Josephstraat 7)          | Rika van der Horst had jarenlang samengeleefd met haar moeder en zwakzinnige zus. Zij waren voor de oorlog al overleden. Rika leidde een teruggetrokken bestaan en verdiende de kost door met een trekkar met manufacturen de boeren in de omgeving van Tiel te bezoeken. De Tielse korpschef J.S. de Jong weigerde op 17 november 1942 mee te werken aan een razzia. Hij trad af en waarschuwde de Joodse gemeenschap. Hierdoor werden vijftien mensen niet gedeporteerd; vijf van hen overleefden de oorlog. Rika van der Horst kon of wilde niet onderduiken. Tien dagen nadat zij door Tielse politieagenten werd opgepakt werd zij in Auschwitz vermoord. Zij was het eerste Joodse slachtoffer uit Tiel. |
|            | HIER WOONDE SAMUEL DE WINTER GEB. 1897 GEDEPORTEERD 1943 KAMP VUGHT VERMOORD 11.6.1943 SOBIBOR              | Tiel, Jodenstraatje 1                                             | Sam de Winter dreef met zijn vrouw Jet een zaak in koffers en lederwaren. Hij had veel bestuurlijke ervaring en werd daarom benoemd tot plaatselijk vertegenwoordiger van de Joodse Raad. Het echtpaar werd op 9 april 1943 met hun twee zoontjes Robbie en Loekie naar kamp Vught gedeporteerd. |
|            | HIER WOONDE HENRIËTTE DE WINTER-POLAK GEB. 1897 GEDEPORTEERD 1943 KAMP VUGHT VERMOORD 11.6.1943 SOBIBOR     | Tiel, Jodenstraatje 1                                             | Jet de Winter: zie Sam de Winter. |
|            | HIER WOONDE ROBBIE DE WINTER GEB. 1928 GEDEPORTEERD 1943 KAMP VUGHT VERMOORD 11.6.1943 SOBIBOR              | Tiel, Jodenstraatje 1                                             | Robbie de Winter was de oudste zoon van Sam en Henriëtte de Winter. In oktober 1941 zat hij op het Joods Lyceum in Den Bosch. Hij werd in juni 1943 met het zogenoemde kindertransport uit kamp Vught via kamp Westerbork op transport gesteld naar Sobibor. Hij werd veertien jaar. Zie ook Sam de Winter. |
|            | HIER WOONDE LOEKIE DE WINTER GEB. 1934 GEDEPORTEERD 1943 KAMP VUGHT VERMOORD 11.6.1943 SOBIBOR              | Tiel, Jodenstraatje 1                                             | Loekie de Winter was de jongste zoon van Sam en Henriëtte de Winter. Hij werd in juni 1943 met het zogenoemde kindertransport uit kamp Vught via kamp Westerbork op transport gesteld naar Sobibór. Hij werd negen jaar. Zie ook Sam de Winter. |
|            | HIER WOONDE AMALIA DE WINTER GEB. 1898 GEDEPORTEERD 1943 WESTERBORK VERMOORD 22.10.1943 AUSCHWITZ           | Tiel, Jodenstraatje 1                                             | Maal de Winter werkte bij jamfabriek De Betuwe en woonde in bij haar broer en schoonzus Sam en Jet de Winter. Zij is ondergedoken maar is uiteindelijk toch gedeporteerd. |
|            | HIER WOONDE SAMUEL DE WINTER GEB. 1878 GEDEPORTEERD 1943 WESTERBORK VERMOORD 16.4.1943 SOBIBOR              | Tiel, Plein 3                                                     | Het bejaarde echtpaar Roosje en Samuel de Winter dreef een manufacturenwinkel in de Westluidensestraat. Ook zij werden op 9 april 1943 opgepakt en als enigen niet naar kamp Vught gebracht, maar direct naar kamp Westerbork, waarschijnlijk omdat mevrouw de Winter ziek was. Van daaruit werden beiden binnen enkele dagen gedeporteerd naar Sobibór. |
|            | HIER WOONDE ROOSJE DE WINTER- OPPENHEIMER GEB. 1874 GEDEPORTEERD 1943 WESTERBORK VERMOORD 16.4.1943 SOBIBOR | Tiel, Plein 3                                                     | Roosje de Winter-Oppenheimer: zie Samuel de Winter. |